# Rayden (rapper 1985)
Rayden, pseudonimo di David Martínez Álvarez (Alcalá de Henares, 30 luglio 1985), è un rapper spagnolo.

## Biografia
Rayden è salito alla ribalta negli anni 2000 come membro dei gruppi rap A3Bandas e Crew Cuervos. Nel 2006 è stato campione mondiale della battaglia rap Red Bull Batalla de los Gallos, di cui è stato anche giurato per la finale spagnola nel 2008 e nel 2009.
Nel 2010 ha pubblicato il suo album di debutto come solista, Estaba escrito. Ha raggiunto la top ten della classifica spagnola con il suo terzo disco En alma y hueso, che nel 2014 si è piazzato al 7º posto e che l'ha portato a firmare un contratto discografico con la Warner Music Spain. Il suo primo album distribuito dalla Warner, Antónimo, ha debuttato in vetta alla classifica nazionale nel 2017.
Nel dicembre 2021 è stato confermato fra i quattordici partecipanti al Benidorm Fest 2022, evento che ha selezionato il rappresentante della Spagna all'Eurovision Song Contest, dove ha presentato l'inedito Calle de la llorería. Dopo essersi qualificato dalla semifinale, si è piazzato al 4º posto su 8 partecipanti nella finale del festival.

## Discografia

### Album in studio
- 2010 – Estaba escrito
- 2012 – Mosaico
- 2014 – En alma y hueso
- 2017 – Antónimo
- 2019 – Sinónimo
- 2021 – Homónimo

### Album dal vivo
- 2018 – Antónimo (en directo)

### EP
- 2020 – La casa de papel

### Singoli
- 2010 – Sastre de sonrisas
- 2011 – Punto medio (con McKlopedia)
- 2011 – Si vas
- 2013 – Requiem de obertura
- 2013 – Dentro de ti (con Aniki)
- 2013 – Mi primera palabra (con Sharif e Swan Fyahbwoy)
- 2014 – Charlatanería
- 2014 – No nacimos ayer
- 2014 – Mentiras de jarabe
- 2015 – Tú mismo
- 2015 – Matemática de la carne
- 2015 – A mi yo de ayer
- 2015 – Haciendo cuentas
- 2015 – Viviendo en gerundio
- 2016 – Finisterre (con Leiva)
- 2017 – Haciéndonos los muertos
- 2017 – Pólvora mojada
- 2017 – Imperdible (con i Sidecars)
- 2017 – Pequeño torbellino (con Mäbu)
- 2018 – Caza de pañuelos
- 2018 – Beseiscientosdoce
- 2018 – Haz de luz
- 2019 – Careo (con Bely Basarte)
- 2019 – Gargantúa
- 2019 – Pa' la oscuridad (con Taao Kross feat. Giorgio)
- 2019 – Tarde (y mal) (feat. Both Face)
- 2020 – No tengas miedo
- 2020 – Quisiera (con Arco)
- 2020 – Itaboy! (con SFDK)
- 2020 – Descúbrete
- 2020 – Boom, boom, ciao
- 2020 – Plan París
- 2020 – Jarana
- 2020 – El mejor de tus errores (con Alice Wonder)
- 2020 – LoBailao
- 2020 – Solo los amantes sobreviven (con Fredi Leis)
- 2021 – La mujer cactus y el hombre globo
- 2021 – Don Creíque
- 2021 – El mismo puñal (con Ruth Lorenzo)
- 2021 – Tristan da Cunha (feat. Vanesa Martín)
- 2021 – Calle de la llorería
- 2022 – Averno (con le Tanxugueiras)